# Thomas d'Irlande
Thomas d'Irlande (S. XIII - avant 1338), connu aussi comme Thomas Hibernicus (ne confondre pas avec le frère franciscain Thomas d'Hibernie, qui mourut autour de 1270), était un écrivain médiéval scolastique irlandais. La renommée de Thomas d'Irlande n'est pas due à son originalité d'auteur, mais à son oeuvre de compilation d'anthologies et d'index terminologiques.

## Vie
Thomas fut étudiant du Collège de Sorbonne à Paris et il obtint sa maîtrise universitaire ès lettres autour de 1295. Aux premiers manuscrits de son Manipulus en 1306 il est nommé comme membre du Collège de Sorbonne. On croit qu'il mourut avant 1338.

## Œuvres

### Manipulus florum
Thomas fut l'auteur de trois brefs traités d'exégèse théologique et biblique, et le compilateur du Manipulus florum (Bouquet de fleurs). Cette dernière oeuvre est une anthologie en latin, qu'on a décrit comme une "collecction d'environ 6,000 extraits de la Patristique et de quelques auteurs classiques". Thomas compila cette collection à partir de livres de la bibliothèque de la Sorbonne, "et à sa mort il laissa ses livres et seize livres parisiennes".
Encore que Thomas fût en principe membre du clergé séculier, son anthologie eut beaucoup de succès parce que "elle s'adaptait beaucoup aux nécessités des nouveaux ordres mendiants ... [pour] ... localiser des citations ... appropriées à n'importe quel sujet qu'ils voulussent traiter dans ses sermons." En effet, Boyer a prouvé que peu après avoir fini le Manipulus un dominicain français l'utilisa pour composer une série de sermons qu'a arrivée jusqu'à nos jours. Néanmoins, Nighman a argumenté que, bien que l'oeuvre fût utilisé certainement pour des prêcheurs, l'intention de Thomas d'Irlande n'était pas écrire une ovre qui puisse aider la prédication, mais plutôt un outil pour aider les étudiants universitaires, notamment ceux qui avaient l'intention de faire une carrière ecclésiastique.
Thomas d'Irlande fut aussi un pionnier de la technologie de l'information médiévale, étant donné qu'il inclut de l'indexation matière et des références croisées dans le Manipulum. Cela peut expliquer en partie le grand succès que cette œuvre eut. Le Manipulus florum survécut en cent quatre-vingt-dix manuscrits, et fut imprimé pour la première fois en 1483. Il fut imprimé vingt-six fois pendant le XVIe siècle, et onze fois pendant le XVIIe siècle. Même au XIXe siècle des éditions à Vienne et Turin furent publiées.

### Autres œuvres
Thomas fut aussi l'auteur de trois autres œuvres: 
1. De tribus punctis religionis Christiane (Sur les trois principaux points de la religion chrétienne), autour des devoirs du clergé séculier.
2. De tribus hierarchiis (Sur les trois hiérarchies), qui développe des idées de hiérarchie expressées à la fin de De tribus punctis.
3. De tribus sensibus sacre scripture (Sur les trois sens de la Sacrée Écriture), autour des quatre sens de la Bible.

Les deux dernières œuvres survivent en 3 et 8 manuscrits respectivement.

## Sources
- Hauréau, J.B., "Thomas d’Irlande." Dans Histoire littéraire de la France 30. París. 1888. Pp. 398–408.
- Clark, James G. "Hibernicus, Thomas (c.1270–c.1340)". Oxford Dictionary of National Biography. Oxford University Press. 2004. (en)